# Wilhelm Altmann (Kaufmann)
Wilhelm Altmann (geboren 1882 in Pleschen; gestorben nach 1941) war ein deutscher Kaufmann und Verbandsfunktionär. Er wurde vom NS-Regime aufgrund seiner jüdischen Herkunft verfolgt und emigrierte 1941 nach Kuba.

## Leben
Der aus Pleschen bei Posen stammende Altmann war seit 1912 Inhaber eines Damenbekleidungsgeschäftes in der Friedrich-Wilhelm-Straße 17 in Braunschweig. Er nahm am Ersten Weltkrieg teil und war später Leiter des Reichsbundes jüdischer Frontsoldaten in Braunschweig. Im April 1933 nahm er an einer Tagung der Jugendgruppe dieses Verbandes im Handelshof in Braunschweig teil. Am Abend wurden elf Mitglieder der Gruppe auf der Straße von der SS verhaftet. Sie wurden in das Volksfreund-Haus und danach in die AOK gebracht, wo sie mehrere Tage festgehalten und misshandelt wurden. Als Altmann intervenierte, zog er den Unwillen der Nationalsozialisten auf sich und wurde vom 16. bis 19. Juli 1933 in der Untersuchungshaftanstalt Rennelberg inhaftiert. Im Zuge der Novemberpogrome 1938 wurde er am 10. November erneut festgesetzt und gelangte in das KZ Buchenwald. Altmann konnte sein Geschäft bis 1938 weiterführen, wobei er dieses auf ein Etagengeschäft im 3. Stock des Hauses Friedrich-Wilhelm-Straße 17 reduzieren musste. Das Braunschweiger Adressbuch 1939 führt ihn unter dieser Adresse als Altmann, Wilhelm, vorm. Kaufmann, während das Adressbuch 1940 den Eintrag Altmann, Wilhelm Israel, vorm. Kaufmann enthält.	
In Braunschweig wohnte Altmann mit seiner Ehefrau Martha, geb. Meyer (geb. 21. Juni 1890 in Salzgitter, gest. 3. August 1940 in Braunschweig) zuletzt im Judenhaus Hagenbrücke 6/7. Für seine verstorbene Ehefrau ließ Altmann keinen Grabstein setzen, da er die Mittel vermutlich für die Auswanderung benötigte.
Altmann emigrierte am 26. Juli 1941 nach Kuba. Über sein weiteres Schicksal ist nichts bekannt. Im Jahre 2012 wurden zur Erinnerung an Wilhelm und Martha Altmann zwei Stolpersteine an der Friedrich-Wilhelm-Straße 31 in Braunschweig verlegt.